# کانتون فریبورگ
کانتون فریبورگ (به فرانسوی: Fribourg)(به آلمانی: Freiburg) یکی از کانتون‌های سوئیس است. این کانتون در غرب سوئیس قرار گرفته است و مرکز آن شهر فریبورگ می‌باشد. زبان رسمی این کانتون فرانسوی و آلمانی است.